# الأرصاد الجوية الألمانية

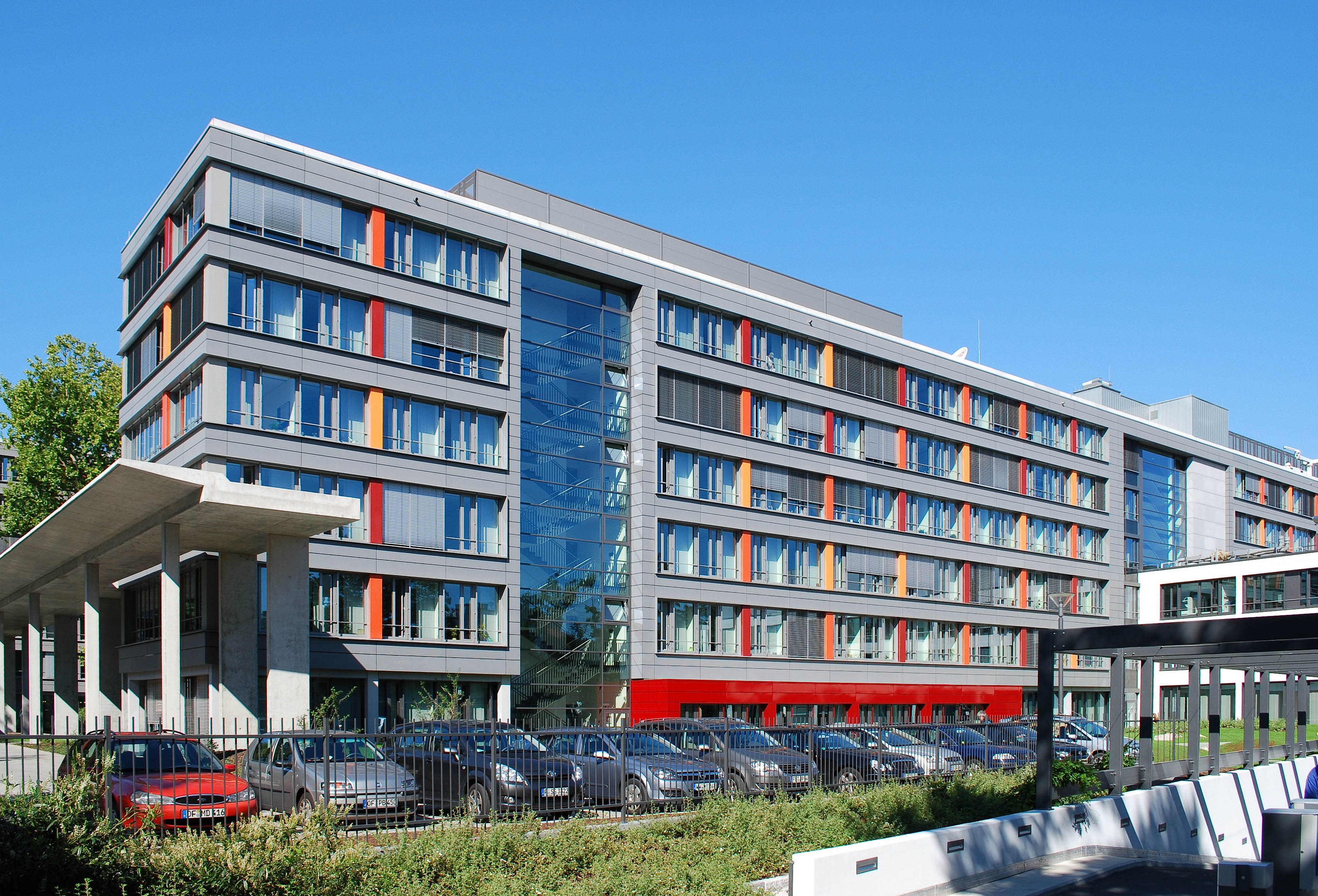
المقر الرئيسي لخدمة الأرصاد الجوية الألمانية في أوفنباخ أم ماين.

الأرصاد الجوية الألمانية (بالألمانية: Deutscher Wetterdienst) هي خدمة الأرصاد الجوية الوطنية لجمهورية ألمانيا الاتحادية، يقع مقرها الرئيسي في مدينة أوفنباخ أم ماين في ولاية هسن الألمانية، تحت إشراف الوزارة الاتحادية للنقل والبنيات التحتية والرقمية.
وبالإضافة لمقرها الرئيسي تتوفر الهيئة كذلك على ستة مراكز إقليمية.أخرى في كل من هامبورغ، بوتسدام، لايبزيغ، إسن، شتوتغارت وميونيخ.
هيئة الأرصاد الجوية هي عضو في المنظمة العالمية للأرصاد الجوية، المركز الأوروبي للتنبؤات الجوية المتوسطة المدى، المنظمة الأوروبية لاستغلال سواتل الأرصاد الجوية وأيضا في الشبكة الأوروبية للأرصاد الجوية.

## تاريخ
تأسست هيئة الأرصاد الجوية الألمانية في سنة 1952 نتيجة لاندماج خدمات الأرصاد الجوية المختلفة التي تشكلت في وقت سابق بمناطق الاحتلال الثلاث في ألمانيا الغربية  بعد الحرب العالمية الثانية. بحلول سنة 1954، انضمت جمهورية ألمانيا الاتحادية رسميا إلى المنظمة العالمية للأرصاد الجوية.
دائما ضمن ذات السنة أي 1975، بدأت مشاركات الهيئة في ما يسمى بالمركز الأوروبي للتنبؤات الجوية المتوسطة المدى، للمساهمة في تطوير توقعات الطقس لتصل إلى عشرة أيام.
في سنة 1990، انضمت أخيرا خدمة الأرصاد الجوية لألمانيا الشرقية إلى هيئة الأرصاد الجوية الألمانية، بعد أن تمت عملية إعادة توحيد البلاد. منذ ذلك الحين، حلت العديد من محطات الأرصاد الجوية الأوتوماتية محل محطات جمع البيانات التقليدية التي تعتمد على شخص لجمعها، مما أدى إلى تخفيض عدد موظفي الهيئة. وفقا لوزارة لهذه الأخيرة فإن  هذا الإجراء لم يضعف نوعية الخدمات أو التوقعات، بالنظر إلى تقنيات الحديثة التي تستعملها مثل رادارات الأرصاد الجوية والسواتل، التي أدت إلى تحسن كبير في ما يخص جمع بيانات الأرصاد الجوية.

## البنية
الأرصاد الجوية الألمانية هي خدمة أرصاد تابعة للوزارة الاتحادية للنقل والبنيات التحتية والرقمية.
في سنة 2012، بلغ عدد الأشخاص الذين يعملون في جميع مكاتبها حوالي 2600 شخص يشملون مكتبها الرئيسي في أوفنباخ أم ماين ؛ ومراكزها الإقليمية في هامبورغ، بوتسدام، لايبزيغ، إسن، شتوتغارت وميونيخ؛ بالإضافة إلى 69 محطة أرصاد بشرية أخرى، بعضها يشتغل 24 ساعة في اليوم، فيما البعض الآخر يسير وفقا لجدول زمني محدد.
بالإضافة إلى ذلك، تدير الأرصاد الية الألمانية شبكة واسعة من نقاط قياس القياس والملاحظة مكة نة من حوالي 183 محطة طقس بدوام كامل (60 محطة منها هي مأهولة)، وكذا حوالي 1784 محطة مناخية استثنائية أخرى يسهر عليها متطوعون هوات (2014).

## روابط خارجية
- الموقع الرسمي